# Zoo Zürich
Zoo Zürich is een dierentuin in de Zwitserse stad Zürich. De dierentuin werd geopend in 1929.

## Geschiedenis

### Oprichting
In 1925 werd het Tiergarten-Gesellschaft Zürich opgericht met het doel in Zürich een dierentuin te openen. De vereniging wist in de daaropvolgende jaren een terrein in het stadsdeel Fluntern verwerven en op 7 september 1929 werd de dierentuin van Zürich geopend door toenmalig  stadspresident Emil Klöti. Eén week na de opening had de tuin reeds 20.835 bezoekers verwelkomd.

### Masterplan

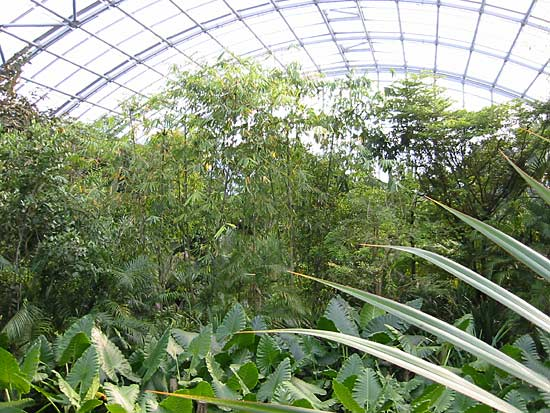
De Masoala-Halle

In 1992 stelde de dierentuin een nieuwe toekomstvisie voor,  die onder andere een uitbreiding van de dierentuin en een verbouwing van vrijwel alle bestaande dierenverblijven omvatte.  Hierbij zouden de dierenverblijven voortaan ontworpen worden naar het voorbeeld van het natuurlijke leefgebied van de dieren die erin leven. Binnen deze toekomstvisie werden volgende verblijven ontwikkeld:
- 1995: Het Sangay-Bergnebelwald voor brilberen en neusberen.
- 1997: Het moerasgebied Selenga voor Europese vogelsoorten.
- 2000: Een nieuw restaurant.
- 2001: Een Himalayagebied voor Siberische tijgers, kleine panda's, sneeuwpanters en wolven.
- 2002: De educatieve kinderboerderij Zoolino.
- 2003: De Masoala-Halle, een 11.000 m² grote tropenkas die gericht is op de fauna van Madagaskar.
- 2007: Een nieuw verblijf voor Indische leeuwen.
- 2008: Een Afrikaans berggebied met gelada's, Nubische steenbokken en klipdassen.
- 2012: Het Zuid-Amerikaanse moerasgebied Pantanal met capibara's, reuzenmiereneters, tapirs, Chileense flamingo's en kapucijnapen.
- 2014: Kaeng Krachan, een nieuw verblijf voor Aziatische olifanten.
- 2015: Een Mongoolse steppe voor kamelen en jaks.
- 2018: Een gebouw voor Australische diersoorten.
- 2020: De Lewa-Savanne voor giraffen, witte neushoorns, zebra's, struisvogels en antilopen.

## Fokprogramma's
Het park neemt deel aan meerdere internationale fokprogramma's en coördineert en beheert de EEP-stamboeken voor de Arabische oryx, de impala, de hyacinthara, de roodstaartamazone, de blauwkopkwartelduif en de galapagosreuzenschildpad.